# Лакомский, Виктор Иосифович
Ви́ктор Ио́сифович Лакомский (11 октября 1926, Краматорск — 5 января 2014) — советский и украинский учёный в области электрометаллургии и сварки. Лауреат Государственной премии Украины (1980). Член-корреспондент Национальной академии наук Украины (1992). Заслуженный деятель науки и техники Украины (1998). Обладатель около 200 авторских свидетельств и патентов на изобретения, полученных в разных странах мира.

## Биография
В 1945 году окончил Кузнецкий металлургический техникум в городе Новокузнецк, в 1950 году — Запорожский машиностроительный институт. В 1954 году защитил кандидатскую диссертацию. С 1950 по 1957 год работал в Институте машиноведения и сельскохозяйственной механики. Затем перешёл в Институт электросварки им. Е. О. Патона, где с 1967 года заведовал отделом. С 1997 года главный научный сотрудник.

## Публикации
Автор более 500 научных работ (среди них 300 статей, 8 монографий), в том числе:
- Аналитическая модель дисперсной системы электропроводного материала / В. И. Лакомский, Г. А. Цыбулькин // Доп. НАН України. — 2004. — № 10. — С. 109—113.
- Аналитическая модель удельного сопротивления электропроводного сыпучего материала / В. И. Лакомский, Г. А. Цыбулькин // Современная электрометаллургия. — 2005. — № 1. — С. 46-49.
- В союзе металлургов и сварщиков — к энергосберегающим технологиям / Б. Е. Патон, В. И. Лакомский, Б. Ф. Петров, А. С. Коротя // Автоматическая сварка. — 2000. — № 6. — С. 24-28, 32.
- Вольт-амперная характеристика термоантрацитовых контактов / В. И. Лакомский // Современная электрометаллургия. — 2004. — № 4. — С. 48-51. — Библиогр.: 6 назв. — рус.
- Зависимость контактного электрического сопротивления термоантрацита от температуры и давления / В. И. Лакомский, В. А. Лебедев // Современная электрометаллургия. — 2004. — № 4. — С. 46-48.
- Зависимость удельного электрического сопротивления дробленого термоантрацита от давления / В. И. Лакомский // Доп. НАН України. — 2006. — № 4. — С. 96-103.
- История становления и развития плазменно-дугового переплава в Институте электросварки им. Е. О. Патона / В. И. Лакомский // Проблемы специальной электрометаллургии. — 2000. — № 1. — С. 35-62.
- К вопросу о температурном коэффициенте электрического сопротивления термоантрацита / В. И. Лакомский // Доп. НАН України. — 2006. — № 10. — С. 103—108.
- К вопросу об удельном электрическом сопротивлении термоантрацита / Б. Ф. Петров, В. И. Лакомский // Современная электрометаллургия. — 2006. — № 2. — С. 50-53.
- Контактная теплопроводность дробленого термоантрацита / В. И. Лакомский // Современная электрометаллургия. — 2004. — № 2. — С. 46-49.
- Контактная теплопроводность дробленого термоантрацита / В. И. Лакомский // Доп. НАН України. — 2004. — № 9. — С. 94-98.